# Tiên Thanh
Tiên Thanh là một xã thuộc huyện Tiên Lãng, thành phố Hải Phòng, Việt Nam.
Xã Tiên Thanh có diện tích 6,25 km², dân số năm 1999 là 5332 người, mật độ dân số đạt 853 người/km².